# Guatteria lucida
Guatteria lucida là loài thực vật có hoa thuộc họ Na. Loài này được C.Presl mô tả khoa học đầu tiên năm 1831.